# メトロポリタン・ポリスFC
メトロポリタン・ポリス・フットボールクラブ（Metropolitan Police Football Club）はイングランド、サリー州エルムブリッジ地区内にあるモールジーを本拠地とする、英国警視庁のサッカークラブチームである。2017-2018シーズンはイスミアンリーグ・プレミアディヴィジョン（7部相当）に所属。

## タイトル

### 国内タイトル
- なし

### 国際タイトル
- なし